# جويس بول
جويس بول (بالإنجليزية: Joyce Poole)‏ هي عالمة سلوك الحيوان أمريكية، ولدت في 1 مايو 1965 في ألمانيا.